# Freya Stark
Freya Madeline Stark (Parigi, 31 gennaio 1893 – Asolo, 9 maggio 1993) è stata una viaggiatrice e scrittrice britannica.
Considerata la caposcuola del moderno travel writing, è famosa per le sue esplorazioni in Medio Oriente, le sue opere letterarie e il suo lavoro di cartografia. Non solo fu una delle prime donne occidentali a viaggiare nel Deserto Arabico, ma esplorò anche aree in cui erano stati pochi europei e soprattutto poche donne sole. Nel 1972 fu nominata Dama dell'Ordine dell'Impero Britannico (DBE - Dame Commander of the Order of the British Empire) dalla regina madre Elisabetta.

## Biografia
Freya Stark era la primogenita di Flora e Robert Stark, cugini di primo grado ed entrambi pittori. I genitori, spesso in movimento per visitare musei e studiare la pittura, si trovavano a Parigi quando lei nacque settimina. Dopo la separazione dei genitori, Freya trascorse gran parte dell'infanzia in Italia (la nonna materna risiedeva a Genova e Pen Browning, amico del padre, aveva acquistato delle case ad Asolo presso le quali ospitava conoscenti e amici). Spesso ammalata, trascorreva in casa le giornate in casa avendo come unica evasione la lettura. A 13 anni i suoi capelli rimasero impigliati negli ingranaggi di un telaio, asportandole la parte destra del cuoio capelluto e un orecchio. I quattro mesi di cure e i numerosi trapianti di cute le lasciarono una vistosa cicatrice che la donna fu costretta a nascondere tutta la vita con cuffie, toupet o berretti strategicamente posizionati sul lato destro del capo. Asolo (Treviso), borgo medioevale che iniziò a frequentare da bambina (qui risiedeva una piccola comunità di inglesi, tra i quali il pittore Herbert Young, amico dei genitori e figura di riferimento per lei e la sorella Vera), divenne in seguito il suo buen retiro. Ritornò in Inghilterra per migliorare la sua formazione scolastica intorno ai quindic'anni. Nel 1912 s'iscrisse al Bedford College, ma dovette interrompere i corsi nel 1914 allo scoppio della prima guerra mondiale.
Durante la guerra prestò servizio per un paio di mesi come infermiera volontaria nella Prima sezione ambulanze della Croce Rossa Britannica sul fronte italiano, a Villa Trento di Dolegnano. È grazie al suo diario incluso nella sua autobiografia Traveller's Prelude (1950) che apprendiamo molti dettagli riguardanti la vita e il lavoro a Villa Trento, soprattutto il suo abbandono in seguito alla rotta di Caporetto, alla quale anche lei prese parte.
Freya Stark è celebre per aver compiuto viaggi in Medio Oriente a partire dal 1927 e che la accompagnarono fino alla vecchiaia. Dopo il suo primo viaggio a Beirut intrapreso salpando da Trieste, affascinata dalle letture sulla setta degli Assassini si avventurò da sola in una impervia regione della Persia (oggi Iran), alla ricerca di tesori archeologici.
La sua attrazione per il Vicino Oriente si era manifestata molto presto: «Credo che all'origine della faccenda – ebbe modo di spiegare - ci sia una zia molto fantasiosa che per il mio nono compleanno mi regalò una copia delle Mille e una notte».
Spartana nelle sue trasferte, cercava di immedesimarsi nello spirito dei luoghi che visitava si preparava in anticipo studiando la lingua del posto. Nel 1921 iniziò a studiare l’arabo e lo perfezionò poi nel 1927 a Brumanna, un piccolo villaggio libanese che rappresentò la tappa iniziale del suo primo viaggio; arrivò così a conoscere e parlare una decina di lingue europee ed arabe. «Anche il paese più spento – sosteneva - ha una sua anima, se sei in grado di capire cosa dicono le persone; e non solo le parole, ma i pensieri che le formano». Condivideva con i nativi locali i pasti e le confidenze intorno al fuoco, per cercare di «far parte del paese che si attraversa», perché «non esistono stranieri, ma solo sconosciuti». Visitare nuove terre per lei non rappresentò solo un’esperienza da cui poter trarre benessere e piacere (a inizio Novecento le donne viaggiavano per trovare la salute e la felicità), bensì un modo per acquisire saggezza e donare un po’ di se stessa. Freya Stark cercò sempre di immergersi nel viaggio, nell’ottica non di lasciarsi travolgere ma di determinarlo: guadando fiumi e scalando montagne a dorso di cammello con l'aiuto di poco affidabili guide locali, riuscì a cartografare per il governo britannico tutto il territorio fino ad allora semisconosciuto e a localizzare le rovine del castello di Alamut, guadagnando così nel 1933 un Back Memorial Grant da parte della Royal Geographical Society.
Oltre che come cartografa e archeologa, durante la seconda guerra mondiale lavorò come diplomatica per il governo britannico.
Fu una delle più grandi viaggiatrici del Novecento, oltre che la caposcuola del travel writing e una icona della libertà e dell'emancipazione femminile. I luoghi che la Stark attraversò erano zone "calde", a cui dedicò puntuali e appassionate descrizioni. Lasciò un'autobiografia in quattro volumi, coprendo il periodo dal 1893 al 1946: Traveller’s prelude (1950), che ripercorre gli anni dal 1893 al 1927, Beyond Euphrates. Autobiography 1928-1933 (1951), The coast of incense (1953), relativo agli anni dal 1933 al 1939, e Dust in the Lion's Paw. Autobiography 1939-46 (1961), non ancora tradotti in italiano. La sua produzione letteraria è tuttavia molto più ampia e consta di trenta opere, a cui devono aggiungersi numerosi articoli e alcune raccolte di lettere. La scrittura fu per lei conseguenza naturale del viaggiare, non solo per fissare la sua interpretazione di un mondo ancora quasi del tutto sconosciuto, ma anche per metterla a disposizione degli altri. Basandosi su esperienze dirette e personali, seppe selezionare e raccontare con passione, vivacità e senso dell’umorismo, coinvolgendo e divertendo. Ad ogni suo viaggio negli anni tra le due guerre mondiali seguirono articoli e libri attraverso i quali condivideva con i lettori occidentali il suo sguardo su un mondo misterioso e affascinante, «l’incontro con il meglio della natura umana»: dai racconti sul Baghdad Sketches al primo volume, The Valleys of the Assassins nel 1934, e concludendo con il volume fotografico Rivers of Time nel 1982 (tutti pubblicati dall’editore londinese John Murray, suo grande amico).
Visse tra la villa di Asolo (“Villa Freya”), ereditata nel 1941 da Herbert Young e per molti anni porto sereno in cui ritemprarsi, e il Medio Oriente, area nella quale fu nota e riconosciuta come grande viaggiatrice ed esploratrice. Morì centenaria ad Asolo.
Il viaggio accompagnò Freya per tutta la vita al punto che, nonostante l’età avanzata, a 84 ridiscese l’Eufrate su una zattera e a 88 anni scalò l’Himalaya sul dorso di un pony, mentre a 90 percorse il deserto ad Aleppo. Il viaggio fu per lei uno strumento di conoscenza fondamentale e imprescindibile: «Importante è conoscere e per conoscere bisogna andare nei luoghi, incontrare la gente, parlare con loro. Solo allora tutto il mondo ti viene incontro come un’onda», ebbe modo di sottolineare.
«Viaggiare, significa ignorare i fastidi esterni e lasciarsi andare interamente all’esperienza, fondersi con tutto quello che ci circonda, accettare tutto quello che succede e così, in questo modo, fare finalmente parte del paese che si attraversa. È questo il momento in cui si avverte che la ricompensa sta arrivando». Era questo l’approccio di Freya Stark ad ogni viaggio, compreso l’ultimo e definitivo, quello della sua dipartita, compiuto pochi mesi dopo aver festeggiato il centesimo compleanno.

Nel 2018 il Museo civico di Asolo ha dedicato a Freya Stark una sezione permanente intitolata La stanza di Freya, che si trova al secondo piano del Palazzo del Vescovado con l’annesso edificio della Loggia della Ragione, che ospita il Museo civico di Asolo. Si tratta di una stanza in cui la viaggiatrice è presente attraverso i suoi disegni, i suoi oggetti, i suoi taccuini di viaggio che ne raccontano le sfaccettature della personalità, le passioni e la determinazione, con oscillazioni tra aspetti noti della sua vita e aspetti più intimi.
(Freya Stark, Le valli degli assassini)

## Opere
- Baghdad Sketches (Baghdad, The Times Press Ltd, 1932; first London, John Murray edition 1937)
- The Valleys of the Assassins (London, 1934) - Le valli degli assassini, traduzione di Gioia Angiolillo Zannino e Nicoletta Coppini, con uno scritto di Alberto Moravia, Longanesi, 1983, poi Guanda, 2003
- The Southern Gates of Arabia (London, 1936) - Le porte dell'Arabia felice, traduzione di Mario Biondi, Longanesi, 1983; poi Le porte dell'Arabia, stessa traduzione, prefazione di Stefano Malatesta, Guanda, 2002
- Seen in the Hadhramaut (London 1938)
- A Winter in Arabia (London, 1940)
- Letters from Syria (London, 1943) - Lettere dalla Siria, traduzione di D. Angeli, La Vita Felice; II ed. (27 febbraio 2014)
- East is West (London, 1945) - Effendi, traduzione di Mario Biondi, Longanesi, 1988; poi Guanda, 2004
- Perseus in the Wind (London, 1948)
- Traveller's Prelude (London, 1950)
- Beyond Euphrates. Autobiography 1928-1933 (London, 1951)
- The Coast of Incense (London, 1953)
- Ionia, A Quest (London, 1954)
- The Lycian Shore (London, 1956)
- Alexander's Path (London, 1958)
- Riding to the Tigris (London, 1959)
- Dust in the Lion's Paw. Autobiography 1939-46 (London, 1961)
- The jueney’s Echo (London, 1963)
- Rome on the Euphrates (London, 1966)
- The Zodiac Arch (London, 1968)
- Space, Time and Movement in the Landscope (London, 1969)
- The Minaret of Djam (London, 1970)
- Turkey: a sketch of Turkish History (London, 1971)
- A Peak in Darien (London 1976) - Una vetta del Darien, traduzione di Tina Sgrò Arabeschi, Edizioni dello Zibaldone, 1987
- Letters: The Furnace and the Cup 1914 – 1930 (1974), The Open Rose 1930 – 1935 (1975), The Growth of Danger 1935 – 1939 (1976), The Bridge of the Levant 1940 – 1943 (1977), New Worlds of Old 1943 – 1946 (1978), The Broken Road 1947 – 1952 (1981)
- Rivers of Time (London, 1982)